# L'Homme à l'œil de verre
Pour plus de détails, voir Fiche technique et Distribution.
L'Homme à l'œil de verre (Der Mann mit dem Glasauge) est un film allemand réalisé par Alfred Vohrer, sorti en 1969.
Il s'agit de l'adaptation d'un roman d'Edgar Wallace.

## Synopsis
Leila, danseuse des « Las Vegas Girls », un club de Londres, a rendez-vous dans un hôtel avec Mr. Jefferson, son amant, pour un nouveau contrat. Jefferson est tué sous les yeux de Leila par un lanceur de couteaux masqué. Horrifiée, elle reste dans l'hôtel. L'inspecteur Perkins et Sir Arthur de Scotland Yard trouvent dans la poche du pyjama de l'assassiné un œil de verre. Le portier de l'hôtel rapporte qu'un peu avant Jefferson a reçu des queues de billard. Perkins et son assistant, le sergent Pepper, découvrent que Jefferson était impliqué dans un trafic de femmes international. Peu avant la prochaine répétition au théâtre de l'Odéon, Leila est victime d'un empoisonnement. Dans les coulisses, ils soupçonnent de nombreuses personnes comme Eric le ventriloque ou Rubiro le lanceur de couteaux, à qui il en manque un. Par ailleurs, la danseuse Yvonne Duval, qui est amoureuse de Bruce Sharringham, fait son apparition. Lady Sharringham, sa mère, s'oppose au mariage de son fils avec une danseuse. Yvonne a du mal à le croire, car il obéit à sa mère et il est héroïnomane.
Le sergent Pepper doit informer Perkins que Leila n'est plus dans sa chambre d'hôpital. On a trouvé une carte d'entrée pour un club de billard de Soho, dans lequel Pepper se rend. Il rencontre Bob et son patron qui porte un œil de verre. Après leur spectacle, Linda et Leslie rentrent chez un certain Mr. Donovan. Mais il est mortellement blessé par un couteau. Elles voient alors un homme masqué avec un œil de verre. Pour les protéger, Perkins et Pepper les mettent en garde à vue. Au théâtre, Eric surprend une conversation entre Bruce Sharringham et Yvonne Duval. Il apprend que Yvonne s'appelle en fait Nora Wilson et qu'elle a été en Amérique du Sud. Quand l'inspecteur Perkins arrive, Eric est retrouvé étranglé.
Les officiers de Scotland Yard suspectent Mr. Nuthatcher, propriétaire d'un magasin de curiosités. On a retrouvé chez lui des yeux de verres et des queues de billard pour faire passer de l'héroïne. Lors d'une perquisition au club de billard, on ne trouve rien, car Bob et son patron ont été avertis. Nuthatcher meurt d'un lancer d'un couteau. Dans son magasin, Perkins et Pepper trouvent des informations sur la traite des filles. Le patron craint d'être arrêté. Avec l'aide de Mr. Parker, l'agent des danseuses, il veut s'enfuir à Caracas avec les filles de la troupe. L'enquête avance. Pour pister les suspects, Leila et Linda sont équipées d'un dispositif. Bruce parvient à sauver Yvonne en donnant la somme nécessaire. Lady Sharringham avoue alors tenté d'éloigner Yvonne pour l'envoyer dans un bordel.
Nora va voir Mr. Parker pour récupérer l'argent. Elle découvre l'implication de Lady Sharringham dans le trafic. Nora, qui est armée, lui échappe. Dans le club de billard, l'inspecteur Perkins et le sergent Pepper ouvrent une porte secrète derrière laquelle ils tombent sur un télex parlant d'un certain "Olaf Ericsen". Sur le bateau, le patron est la nouvelle victime du lanceur de couteaux. Lady Sharringham, qui est aussi à bord, découvre qui est le tueur. Il s'agit de Nora Wilson qui fut prostituée en Amérique du Sud. Elle a pris l'identité d'Yvonne Duval pour perpétrer sa vengeance. Mais avant que Perkins et Pepper arrivent sur le navire, Nora est tué par l'impitoyable Lady Sharingham. Bruce apprend les agissement de sa mère qui est arrêtée. Le chef de Scotland Yard Sir Arthur délivre les autres filles.

## Fiche technique
- Titre original : Der Mann mit dem Glasauge
- Titre français : L'Homme à l'œil de verre[1]
- Réalisation : Alfred Vohrer, assisté d'Eva Ebner (de)
- Scénario : Paul Hengge (de), Ladislas Fodor
- Musique : Peter Thomas
- Direction artistique : Walter Kutz, Wilhelm Vorwerg
- Costumes : Ina Stein
- Photographie : Karl Löb
- Son : Gerhard Müller
- Montage : Jutta Hering
- Production : Horst Wendlandt
- Sociétés de production : Rialto Film
- Société de distribution : Constantin Film
- Pays de production :  Allemagne de l'Ouest
- Langue : allemand
- Format : Couleur - 1,66:1 - Mono - 35 mm
- Genre : Policier
- Durée : 87 minutes
- Dates de sortie :
  - Allemagne de l'Ouest : 21 février 1969.

## Distribution
- Horst Tappert : Inspecteur Perkins
- Karin Hübner : Yvonne Duval
- Hubert von Meyerinck : Sir Arthur
- Stefan Behrens : Sergent Pepper
- Fritz Wepper : Bruce Sharringham
- Ilse Pagé : Miss Mabel Finley
- Christiane Krüger : Linda
- Marlies Draeger : Leslie
- Ewa Strömberg : Doris
- Heidrun Hankammer : Leila
- Friedel Schuster : Lady Sharringham
- Maria Litto : Liz
- Rudolf Schündler : Nuthatcher
- Jan Hendriks : Rubiro
- Harry Wüstenhagen : Parker
- Otto Czarski : Eric
- Iris Berben : Ann
- Kurd Pieritz : Archibald Jefferson
- Franz-Otto Krüger : Le portier de l'hôtel
- Tilo von Berlepsch : Mr. Randel
- Joern Ahrendt : Dick
- Chris Anders : Clark
- Paul Berger : John
- Arthur Binder : Jack
- Berno von Cramm : Smith
- Rita Henke : Daisy
- Ligia Lieveld : Laura
- Klaus Miedel : Donovan
- Michael Miller : Ray
- Gerd Prager : George
- Harry Riebauer : Bob
- Narziss Sokatscheff : Le patron
- Heinz Spitzner : Softy
- Michael Symo : L'homme dans la cabine
- Günther Tabor : Stoke
- Dénes Törzs Le capitaine
- Wolfgang Wiedenhaupt : Le concierge

## Histoire
Le précédent film de la série allemande d'adaptations d'un roman d'Edgar Wallace, Le Gorille de Soho (de), sorti en 1968, est une déception. Néanmoins le producteur Horst Wendlandt continue à croire au succès de la série. Il demande un nouveau scénario à Paul Hengge et Ladislas Fodor, qui ont déjà écrit La Vengeance du scorpion d'or. Il reprend des éléments de Le Fantôme de Soho (de), sorti en 1964, adapté d'un livre de Bryan Edgar Wallace.
Le réalisateur Arthur Vorher est choisi. De même, Horst Tappert, l'acteur principal de Le Gorille de Soho, est repris.
Le tournage a lieu du 4 novembre au 19 décembre 1968 à Berlin-Ouest, Hambourg et Londres.
Pour les scènes de danses, on insère des scènes du film Révolte au music-hall (de), sorti en 1958. Le film suivant dans la série, Liz et Helen, sorti l'année suivante, reprend une scène de L'Homme à l'œil de verre.